# Sophie Lauringer
Sophie Lauringer (* 8. Juli 1971 in Wien als Sophie Katharina Wöginger) ist eine österreichische Journalistin. Ab 1. März 2021 hat sie die Position der Chefredakteurin der Wiener Kirchenzeitung Der Sonntag inne.

## Leben
Nach dem Abschluss der Matura am Gymnasium der Dominikanerinnen im 13. Wiener Gemeindebezirk (Hietzing) studierte Lauringer von 1989 bis 1996 Germanistik, Geschichte und  Theaterwissenschaften an der Universität Wien mit dem Abschluss Magister. Ihre berufliche Karriere startete sie 1998 im ersten Redaktionsteam von Radio Stephansdom, wechselte 2002 zur Öffentlichkeitsarbeit der Salesianer Don Boscos, wo sie bis 2020 das Medienreferat leitete.
Im März 2021 folgte Sophie Lauringer Michael Ausserer als Chefredakteurin der Wiener Kirchenzeitung Der Sonntag nach. Zurück in der Erzdiözese Wien, verantwortet Lauringer nun die inhaltliche Ausrichtung der Print- und Onlineangebote der Wiener Kirchenzeitung.

## Auszeichnungen
- 2000: Radiopreis der Erwachsenenbildung Österreich[4]